# Velké Popovice
Velké Popovice község Csehországban, a Kelet-prágai járásban. 
Velké Popovice Petříkov, Kamenice, Řehenice, Kunice és Pyšely településekkel határos.
Lakosainak száma 3375 fő (2024. január 1.).
Fő nevezetessége a Kozel Sörgyár, itt gyártják a Kozel sört.

## Népessége
A település lakosságának változását az alábbi diagram mutatja:
| Lakosok száma | 1504 | 1487 | 1902 | 2003 | 1731 | 1788 | 2787 | 2890 | 3110 | 3375 |
|               | 1869 | 1890 | 1921 | 1950 | 1980 | 2001 | 2017 | 2019 | 2022 | 2024 |

## Nevezetességei
Fő nevezetessége a Kozel Sörgyár.